# Église Saint-Jacques de Tusson
L'église Saint-Jacques de Tusson est une église paroissiale située sur le territoire de la commune de Tusson, dans le département de la Charente.

## Historique
L'église de Tusson a été construite au XIIIe siècle, détruite pendant la Guerre de Cent Ans, elle fut reconstruite au XVe. Seul subsiste du XIIIe la base du clocher.
Dans les années 1940-1950, l'église a été décorée de peintures murales sur le mur de l'abside sur lesquelles figure un personnage ayant les traits de Roger Ducouret, curé de Tusson de 1942 à 1983.

## Caractéristiques

### Extérieur
L'église Saint-Jacques est un édifice à nef unique de quatre travées. Le mur nord est percé de trois fenêtres en arc brisé tandis que le mur sud n'en possède que deux. La façade est est percée d'une seule fenêtre à meneaux de style gothique flamboyant.
L'église proprement dite est précédé par une tour-clocher dont la façade aveugle très sobre est percée d'un porche à trois voussures en arc en plein cintre. De puissants contreforts renforcent la construction à chaque extrémité.
Le clocher octogonal s'élève sur deux niveaux. Le premier est nu et le second est percé d'une étroite baie en plein cintre sur chacune des faces. Le clocher est coiffé d'une flèche polygonale recouverte d'ardoise.

### Intérieur
Le porche donne accès à une sorte de narthex de style roman avec coupole qui permet de pénétrer dans le sanctuaire.
L'édifice est voûté d'ogives en pierre. Les deux époques de construction se repèrent dans l'architecture du bâtiment. Dans les deux premières travées, les arcs doubleaux et les nervures s'appuient sur trois colonnes massives. Les autres travées la voûte est supportée par des colonnettes à chapiteaux. 
L'église conserve des objets religieux provenant pour certains du prieuré Notre-Dame de Tusson : 
- fonts baptismaux du XIIe siècle ;
- chapiteau du XIIe siècle, provenant des ruines du prieuré Notre-Dame de Tusson (transporté dans l'église vers 1933), orné de feuille d'eau, palmette et crossette[4].
- Christ en croix du XVIe siècle  Classé MH (1952)[5] ;
- lutrin à armoire du XVIIe siècle ;
- tableau représentant l' Assomption par F. Branier (1661), restauré en 1870 par E.A. Ducompex[6] ;
- table de communion en métal du XVIIIe siècle, ornée de feuille d'eau, cœur, cercle, pistil, corne de bélier[7] ;
- statue de l'Immaculée conception en plâtre de Maxime Real Del Sarte don de l'auteur (1947) ;
- le peintre hollandais Emile Viagers a réalisé, en 1946, deux peintures murales de part et d'autre du porche d'entrée. Cette œuvre évoque Géraud de Salles, compagnon de Robert d'Arbrissel, fondateur de l'ordre de Fontevraud ;
- le chemin de croix et les peintures murales du chœur représentant le Jésus et les apôtres au Jardin des Oliviers et la Cène ont été peints par Robert Mantienne[Note 1], entre 1945 et 1950[8] ;
- Odette Ducarre a peint dans les années 1950, le tableau représentant Thérèse de Lisieux[9].